# Kvelertak
Kvelertak is een Noorse heavy-metalband uit Stavanger, Noorwegen die in 2007 werd opgericht. De naam van de band betekent "wurghouding" in het Noors. De groep bestaat uit zanger Ivar Nikolaisen, die in 2018 Erlend Hjelvik verving, gitaristen Vidar Landa, Bjarte Lund Rolland en Maciek Ofstad, bassist Marvin Nygaard en drummer Håvard Takle Ohr welke Kjetil Gjermundrød verving. Kvelertak gebruikt Noorse teksten. De muziek is gebaseerd op onder andere rock-'n-roll, black metal en punk.
Het debuutalbum, met dezelfde naam als de band, kwam uit in 2010 en werd meer dan 15.000 keer verkocht in Noorwegen. Het tweede album genaamd Meir kwam uit in maart 2013. Het derde album Nattesferd kwam uit op 13 mei 2016. Kvelertak speelde in het voorprogramma van Metallica tijdens hun Worldwired Tour in 2017 en 2018.

## Discografie

### Albums
- Kvelertak (2010)
- Meir (2013)
- Gojira/Kvelertak Live (2013, ep)
- Nattesferd (2016)
- Splid (2020)

### Singles
- "Mjød" (2010)
- "Blodtørst" (2010)
- "Bruane Brenn" (2013)
- "Kvelertak" (2013)
- "1985" (2016)
- "Berserkr" (2016)